# Calciumchromaat
Calciumchromaat is het calciumzout van chroomzuur, met als brutoformule CaCrO4. De stof komt voor als een lichtgeel kristallijn poeder, dat goed oplosbaar is in water. Het komt meestal voor als dihydraat. Dit kristalwater kan verdreven worden door het zout te verhitten boven 200°C.

## Synthese
Calciumchromaat kan bereid worden uit reactie van chroomzuur en calciumchloride:
{\displaystyle {\ce {CaCl2 + H2CrO4 -> CaCrO4 + 2HCl}}}

## Eigenschappen
Calciumchromaat is een oxidator en reageert bijgevolg met organische verbindingen en reductoren, waarbij chroom(III)-verbindingen worden gevormd. Het reageert explosief met hydrazine. Calciumchromaat brandt hevig indien het gemengd wordt met boor en wordt aangestoken.

## Toepassingen
Calciumchromaat wordt gebruikt als kleurstof, corrosie-inhibitor en bij elektrodepositie.